# Cardiff, Wales: 6/23/04
Cardiff, Wales: 6/23/04 é o segundo álbum ao vivo completo pelos Red Hot Chili Peppers , lançado em 2015, e foi gravado em 23 de Junho de 2004, em Cardiff , País de Gales no Millennium Stadium. O álbum é composto por uma gravação soundboard do show completo a partir dessa data, e uma versão MP3 está disponível como um download gratuito através do site da banda. Uma versão sem perdas (FLAC) do álbum também está disponível para compra.

## Faixas
Todas as faixas escritas e compostas por Anthony Kiedis, Flea, John Frusciante, and Chad Smith exceto onde está notado. 
| Disco um |                                                                 |         |  |
| N.º      | Título                                                          | Duração |  |
| 1.       | "Intro Jam"                                                     | 2:02    |  |
| 2.       | "Can't Stop"                                                    | 5:39    |  |
| 3.       | "Around the World"                                              | 6:14    |  |
| 4.       | "I Feel Love" (cover de Donna Summer)                           | 1:33    |  |
| 5.       | "Scar Tissue"                                                   | 4:13    |  |
| 6.       | "By the Way"                                                    | 5:16    |  |
| 7.       | "Fortune Faded"                                                 | 3:54    |  |
| 8.       | "Otherside"                                                     | 5:14    |  |
| 9.       | "Emit Remmus"                                                   | 4:46    |  |
| 10.      | "The Zephyr Song"                                               | 4:13    |  |
| 11.      | "Get on Top"                                                    | 3:34    |  |
| 12.      | "Brandy (You're a Fine Girl)" (cover de Looking Glass)          | 3:43    |  |
| 13.      | "Throw Away Your Television"                                    | 7:19    |  |
| 14.      | "I Like Dirt"                                                   | 3:49    |  |
| 15.      | "Mini-Epic (Kill for Your Country)"                             | 3:17    |  |
| 16.      | "Californication"                                               | 8:09    |  |
| 17.      | "Right on Time" (Contém intro de Joy Division's "Transmission") | 2:43    |  |

| Disco dois |                                |         |  |
| N.º        | Título                         | Duração |  |
| 1.         | "Parallel Universe"            | 7:31    |  |
| 2.         | "John Treats Flea's Horn"      | 2:53    |  |
| 3.         | "Under the Bridge"             | 4:37    |  |
| 4.         | "Black Cross" (45 Grave cover) | 3:50    |  |
| 5.         | "Give It Away"                 | 8:11    |  |